# Divisione di Saharanpur
La divisione di Saharanpur è una divisione dello stato federato indiano dell'Uttar Pradesh, di 6 390 104 abitanti. Il suo capoluogo è Saharanpur.
La divisione di Saharanpur comprende i distretti di Muzaffarnagar e Saharanpur.